# Нјеволе (Пистоја)
Нјеволе је насеље у Италији у округу Пистоја, региону Тоскана.
Према процени из 2011. у насељу је живело 352 становника. Насеље се налази на надморској висини од 102 м.